# 法科学
法科学（ほうかがく、英: forensic science、フォレンジック・サイエンス）とは、犯罪捜査などにおいて事件の解決と刑事訴訟・民事訴訟の法廷における立証を目的として用いられる応用科学であり、科学的方法を用い、司法の原則に則り「法廷で認められる」証拠分析を行うこと、およびその手続のことを言う。鑑識や警察鑑定（訴訟法上の鑑定）、法医学やデジタル分野も含め系統立ててまとめたものである。

## 用語

### 由来
法科学 (Forensic sciences) の諸分野において頭につけられる「フォレンジック (Forensic)」（形容詞）は、ラテン語の “forēnsis” 、つまり「フォーラム（広場）の」に由来している。ローマ帝国時代、「起訴」とは、ローマ市街の中心にあるフォロ・ロマーノで聴衆を前に訴状を公開することであった。被告と原告はともに自らの主張を行い、よりよい主張をしてより広く受け入れられたものが裁判において判決を下すことができた。この起源は、現代における “forensic” という語の２つの用法のもとになっている。1つ目は「法的に有効な」という意味、そして2つ目が「公開発表の」という意味である。これが現代の裁判において陪審員（日本では裁判員）の前に証拠を詳らかにして判断を下してもらうということにつながっている。
一方、“Science” はラテン語の「知識」という単語から由来し、今日では科学的手法でシステマティックに知識を得る手法、つまり学問を指す。両単語を合わせて、法科学は科学的手法やプロセスを利用して事件を法廷で解決していくことを意味するようになった。
現状、フォレンジック・サイエンス (forensic science) の代わりに単にフォレンジクス (forensics) と表現しても同様の意味を持つ。今や "forensics" は科学と密接に関連するものととらえられているため、多くの辞書が "forensics" に "forensic science" すなわち法科学の意味を同時に載せている。
コンピュータ関連のデジタル分野においては、もともと計算機科学はコンピューター・サイエンスであることもあり、上記の省略形を用いて後ろにフォレンジクス (forensics) とつけている。
ポストモーテム（英語：Post-mortem ）
Post-mortem という語は、死後を意味する語であるが、検死・司法解剖を意味する。この語は、プログラミング分野などにも持ち込まれ、様々な分野での反省会を意味する語となった。

### 日本における用語の変遷
日本におけるフォレンジック・サイエンスの訳語については、1974年当時の論文などから「総称としての犯罪科学 (criminalistics) の結果は、裁判上の証拠として法廷に提出され、判決に重要な影響を及ぼす使命を持つため、『法科学（または裁判科学）(forensic science)』とも呼ばれる」 という表記が見受けられ、1986年の出版物でも「裁判科学」 との表記が見受けられる。そのほかには個別に著者が「法廷科学」 や「司法科学」 といった訳語をあてる場合もあった。
2005年（平成17年）には、「日本鑑識科学技術学会」の「鑑識」の語句から「学会の活動が、警察の行っている鑑識活動の範囲に限定された印象を与えかねない」とし、「学会の学術分野・活動を適切に表現して、世界的にも一般に用いられている語句としては、『法科学』が最適」と「日本法科学技術学会」への名称変更が行われた。
現在では、警察庁の科学警察研究所においても「法科学」の各部にそれぞれ各分野の研究室が整備され、「法科学研修所」 も設置されている。
なお、日本の「法医＊＊＊」などの医学系については、「法科学」という用語が日本で定着する前から存在していたため、法医系と司法精神医学は（それぞれ学会名としても以前より存在しており）、そのままとなっている。その関係で、今でも古い翻訳ソフトでは「フォレンジック・＊＊＊」をすべて「法医＊＊＊」と誤訳するものも残っている。中には「フォレンジック・ケミストリー（法化学）」を「法医学」としてしまう翻訳サービスまであるため注意が必要である。

## 概要
理化学研究所では、「法科学は証拠に基づき犯罪事実を立証するための科学技術を体系化したもの」 としている。また、複数の学問が関係するため、法科学は「学際的科学」と言われる こともあり、その中心的意義は「証拠物件科学である（こと）」、つまり、法廷における立証に用いることができる「（訴訟法上の）証拠能力」がある科学ということになる。犯罪の捜査においては「近年は（従来の自白や供述に基づく捜査より）物的証拠が重視されるようになって」（2019） おり、その学問的背景となるのが法科学である。
今日、犯罪現場の証拠のみならず、環境・公害問題・医療過誤・コンピューター犯罪など、多くの裁判で科学的根拠に基づく証拠が判決を左右するものとなっている。しかしながら、科学的証拠を扱う裁判官や弁護士、検事は一般的にそれらについての専門知識を有さない。科学技術上の法則を利用して得られた証拠は、その高度な専門性のために、法廷がその内容について実質的に理解することが困難であり、単に科学的であることをもって客観的にも正しいものとして法的判断の根拠として判決を下すことはできないのである。そこで、何をもって証拠能力がある科学とするのかという判断を迫られることになる。
そこで、法廷においては、科学技術として確立している分野の専門家によって鑑定された科学的証拠として認めるかどうか、また、その分野の専門家証人の証言を証拠能力のあるものとして採用するか否かの基準が必要となってくる。アメリカにおいては、従来よりいくつか基準が存在し、1993年の合衆国最高裁判所における「ドーバート対メレル・ダウ製薬」の最高裁判決により、ドーバート基準が連邦法に追加され、カナダやイギリスでもそれをもとにした基準を作っている。つまり、「法科学 (forensic science)」と呼ばれるにはこれらの基準を満たしている必要がある。
日本では、鑑識官や訴訟法上の裁判所の指定した学識経験者が行うことなどとされており、鑑定の信頼性を判断する一般の基準は特になく、どの証拠を採用するかは裁判官の一般的な法的判断のひとつ（自由な心証）としてなされてきた。しかしながら、日本においても陪審制と似た裁判員制度の2009年の開始に伴い、法的判断を職業としていない一般の裁判員が限られた時間の中で判断しなければならないことがあり、裁判における証拠認定基準の確立（いわゆる「証拠法」）の必要性が指摘されている。
実際に専門家証人として裁判に参加した東北大学大学院の本堂准教授は、その経験をもとに、2010年2月に「日本では、科学の非専門家である法律家が科学を適切に用いるためのルール（「証拠法」）が存在せず、科学界と司法界の協働のネットワークも存在しない。この結果必然的に、法廷で不毛な科学的議論が繰り返されている」とし、「教育を含めた科学界の問題」とともに、「『不健全な』証拠や証人ばかりを重用させ、適用限界を超えた証拠判断をくだすことで、法的判断の科学的合理性を法廷自らが毀損する結果を招いている」と司法界の問題も指摘、科学界と司法界の協働の必要性を訴えた。
日本では「歴史の古い個別分野もあるものの法科学自体は歴史が浅く、いまだ法科学という言葉自体なじみが薄い」 とされていたのは、元々陪審員に納得してもらうことを主目的とする陪審制の国々とは異なり、日本においては一般に警察や裁判所が行うもの という認識と、2009年に至るまで陪審制に相当する裁判員制度が存在していなかったためとも言える。

## 歴史
裁きのために立証するという行為は古代より（古代の法科学）行われてきた。
16世紀のヨーロッパになると、（フランスの Ambroise Paré といった）軍医や大学の外科医が、死因の特定に向けて、暴力的な死とその内臓への影響などについての科学的な研究を始めた。イタリアでは、2人の外科医 (Fortunato Fidelis, Paolo Zacchia) が病死後の状態変化を研究し病理学の礎を築いた。18世紀には、これらの分野の書物が登場し始める。たとえば（フランスの外科医 Francois Immanuele Fodéré による）"A Treatise on Forensic Medicine and Public Health" や、（ドイツのJohann Peter Frankによる）"The Complete System of Police Medicine" といったものである。
また、1773年には、（スウェーデンの化学者 Carl Wilhelm Scheele により）遺体からヒ素を検出する手法が考案され、1806年、（ドイツの化学者 Valentin Ross により）胃壁より検出する方法が生み出された。1832年にはイギリスで（James Marsh により）始めてこの毒素検出という手法が司法に取り入れられ、殺人事件の裁判で用いられた。
19世紀後半には、指紋判定や人類学の応用（フランスのアルフォンス・ベルティヨン）、線条痕の比較（1835年スコットランドヤード）なども始まり、捜査によって導かれた結論の正当性を科学的な分析結果によって証明するという概念が登場。当初、警察技術 (Police Technique)、警察科学 (Police Science)、犯罪科学・犯罪鑑識学 (Criminalistics) などと呼ばれていた。
1893年、犯罪科学の祖、オーストリアの検事・予審判事で刑法学者のハンス・グロス（1847年 - 1915年）が『刑事犯罪予審判事必携の書』を出版し、犯罪鑑識と裁判に科学的理論をもたらした。1910年、フランス・リヨンの警察技法研究所の初代所長エドモンド・ロカールは、グロスの理論を犯罪捜査の実践へ利用し『犯罪科学全書』にまとめ、「フランスのシャーロック・ホームズ」と呼ばれた。実際、この時代のアーサー・コナン・ドイルが書いたシャーロック・ホームズにおける犯罪捜査に演繹を使う手法、つまり小さな証拠から犯罪現場で起きた一連の事柄を再現するという手法は、現代にいたるまで法科学者をインスパイアするものとなっている。
1923年にはロサンゼルスに法科学研究所、1932年にはFBIの法科学研究所が設立される。1948年、日本に「科学警察研究所」の前身である「科学捜査研究所」が設立される。そしてアメリカ法科学学会や日本法科学技術学会、国際的組織の国際法科学会といった学会も組織されていく。
現代的な法科学の概念の普及と発展においては、アメリカにおいて「法科学の母」として知られるフランシス・グレスナー・リー（1878年 - 1962年）の成果があげられる。彼女は検視を検視官ではなく、監察医が行うようロビーを行い、ハーバード大学医学大学院の医学生だった兄弟のつながりで、ハーバード大学に犯罪科学を導入させ、犯罪の捜査にあたる人々の教育のためにさまざまなセミナーや講義（ハーバード大学で現在でも続いている）を実施し、啓蒙を行った。中でもドールハウスのようなミニチュア模型（ジオラマ）を作って犯罪現場を再現して教材して利用（今日でも刑事の教育で利用・博物館にも展示されている）するなど、その影響は今日にも及んでいる。
1988年には、イギリスで遺伝学者アレック・ジェフリーズが開発した「DNAフィンガープリント法」を使用して犯人が特定され、DNA型鑑定を利用した犯罪捜査で有罪判決が出る初のケースとなった。また、このころからコンピューターを利用した犯罪も増え始め、デジタル・フォレンジクスが発展していくことになる。

## 分野
法科学は、分析する対象に応じ、多岐にわたる分野から成り立っている。
以下に代表的なものを記す。

### 犯罪科学・犯罪証拠学・犯罪鑑識学 (Criminalistics)
犯罪捜査の現場鑑識において一般的に行われるさまざまな科学的な手法をいう旧来からの総称である。大まかに日本でいう古典的な鑑識に相当。
血や唾、精液、汗などの体液、髪の毛などの組織片などの生体遺留物の採取・DNA型鑑定や、残された跡、繊維、血痕、線条痕、射撃残渣その他の痕跡証拠、指紋や足跡の靴底痕やタイヤ痕といった紋様痕跡 (impression evidence)、規制薬物、さらには弾道、道具痕といったものが含まれる。

### 法医学
法科学の分野で医学的事項を研究または応用する社会医学の分野の総称。

#### 法医病理学
病理学を元に、死因やケガの原因を法的に特定する。おもに司法解剖を含む検視において利用される。

#### 法歯学
歯学を応用し、歯形の確認などを行う。生前の顔写真や歯医者の診療履歴（レントゲン）と比較して白骨化した頭蓋骨の歯形から個人を特定したり、被害者の体に残された噛みついた痕の歯形から犯人を絞り込んだりすることもできる。また、特定の歯の使用状況から年齢や食生活の特定などに役立てられる。

#### 司法精神医学
精神医学の一種で法医学の中の一分野。被告人が裁判を受ける際の刑事責任能力の有無などを調べる精神鑑定や法廷での証言などを行う。

#### 法血清学
法血清学は血清学を応用し、人体のさまざまな体液を分析する。具体的には血液、精液、唾液、小便、母乳、吐瀉物、排泄物、汗などである。

#### 法足病学
法足病学は足に特化した学問（足病学）の応用。歩き方や足跡や、靴底跡から犯人を特定することも含まれる。

### 法人類学
人類学およびその関連各分野を応用し、遺棄された遺骨の発掘、骨格などを元に身元を特定するための分析などを担う。全米には学会で承認された法人類学者が100名ほどいるという。

#### 法考古学
法考古学（仮訳）は、法人類学の中で、考古学的応用として用いられる。

### 法言語学
言語学的分析を行い、文章スタイルや訛り・方言などを元に、犯人などの出身地や身元を絞り込む。

### 法心理学
心理学の一種で、被告人の刑事責任能力の有無などについて法廷において証言をしたりする。また、犯罪者の心理や意図を分析し、犯罪心理学、行動科学を活用して犯罪者プロファイリング、またはより科学的アプローチとされるカーター方式を含んで捜査心理学 など、捜査における情報の評価や利用の方法の客観性を高める。

### 法昆虫学
昆虫学を応用し、遺体に湧いた各種昆虫の識別により、死亡場所・死亡推定時刻の推定を行う。死後、遺体が移動されたかどうかも法医昆虫学によって確認することができる。

### 法化学
化学を応用し、薬品やは薬物、微細粒子、繊維、塗膜を分析対象とする。爆薬の残渣や火災のススの分析なども行い、ガソリンなどが使われた放火なのかどうかの確認にも使われる。

#### 法毒性学
法毒性学は体内の毒性の物質の分析を行う。分析化学、薬学、医学、生物学などの複数の分野をまたぐ毒性学。

### 法会計学
会計学を応用し、いわゆる経済犯罪、詐欺などの金融犯罪における犯罪捜査で金銭のやりとりを追う調査・分析を担当する。

### 法植物学
法植物学 各種植物の識別、付着状況・場所の推定などを行う。

### 法工学
法工学は、構造の破壊現象や変形、流体など、解析に関して工学的知識を扱う。例として、交通事故での物体の衝突の再現など。

### 法地質学
法地質学は、地質学を利用し、土や石などのミネラルなどから場所を特定したりする。

### 法微生物学
法微生物学は微生物学の応用。比較的新しい分野で、生物兵器の分析など。

### 法天文学
法天文学は、天文学で使われる手法を利用する。絵画の分析など稀に使われる。

### 法地震学
法地震学は、地震学を利用して地震波などを分析し、核爆弾の爆発を検知したりする。

### 法気象学
法気象学は、気象学を利用し、過去の天候などから状態変化の時点などを確認したりする。

### 法陸水学
法陸水学は、陸水学を利用し、水源の近くの犯罪現場において生物などを調査することによって、被害者と犯人を結びつけることに役立てる。

### 法地球物理学
法地球物理学は、レーダーなどを使い地下に隠されたもの調査する手法である。また水中の調査も行われる。

### コンピューテーショナル・フォレンジクス
犯罪現場を3Dのモデリングを使用して再現したり、コンピューター・シミュレーションを行ったり、シグナル分析やアルゴリズムを開発して統計学的パターンを明らかにしたりするなど、捜査を支援するさまざまなコンピューター化された手法による法科学分析をいう。

### デジタル・フォレンジクス
計算機科学分野におけるの応用、またはその総称。科学的手法や技術を用いて電子的記録媒体やデジタル機器から情報を復元し、解析・評価することを言う。コンピュータ犯罪（サイバー犯罪ともいう）に対応。

#### コンピューター・フォレンジクス
パソコンや周辺機器からのデータ解析を行う。

#### モバイルデバイス・フォレンジクス
携帯機器に特化し、通話履歴やＳＭＳのメッセージ、さらにSIMカードなどを解析・評価する。

#### ネットワーク・フォレンジクス
通信ネットワークの解析を行う。

### その他

#### 血痕パターン分析
血痕パターン分析は、犯罪現場に残された血痕の形や飛散パターンなどを科学的に分析し、犯罪現場における出来事を再現するために行われる。専門家がいる。

#### 耳紋分析
耳紋分析は、指紋分析と同様に個人の特定に使われる。

#### 法文書
法文書 は、疑わしい文書の真偽鑑定または作成者の特定。これにはさまざまな科学的手法が使用される。多くの場合、既存の文書との比較が行われ、一般的な手法としては筆跡鑑定や法言語学分析などが挙げられる。

#### ビデオ解析
ビデオ解析 画像や動画を解析する。

#### 音響解析
音（通常は録音された音）の分析・評価を行う。声紋の分析も含まれる。

#### 芸術鑑定
芸術鑑定 芸術作品の鑑定を行う。

#### 航空写真
Forensic aerial photography は航空写真をもとに事象の分析を行う一分野である。

#### 鑑識写真
鑑識写真は、犯罪現場の当初の状態を写真にて記録・保全することを言う。各写真には目的があり種々の要件を満たしたものでなければならない。
備考
- ポリグラフ検査は犯罪捜査の事情聴取においてある程度有効な手法ではあるが、ポリグラフ検査の結果は米英においては「法廷で有効な証拠 (admissible evidence)」、つまり証拠能力があるとは一般に認められていない。裁判に「証拠」として提出するには条件があり、なおかつ提出しても弁護側から「法廷での有効性」を判例などを元に証拠能力を否定されてしまうためである[32]。アメリカ合衆国においては州ごとに法律が異なり、まったく認めない州（ニューヨーク州、イリノイ州、テキサス州）と、検察と弁護側の両方が同意したときに限り認められる州と分かれる[33]。つまりそれ自体が科学的なものであっても、法廷で有効でなければ「法科学」とはならない。ただし、より精度を上げるための研究や検査の実施は法心理学者が行う分野である。

## 鑑識官と法科学者の役割
犯罪や事件が起きた時、鑑識官（アメリカではおもに「フォレンジック担当官」またはCSI=犯罪現場捜査官・犯罪現場分析官に相当する）がまず現場に到着し、現場保存、現場写真の撮影、現場観察、現場資料の採取および押収などを行う。その中で、一般的な分析は鑑識官が行い、必要に応じて専門分野の法科学者が資料の調査・分析などを担当することになる。高度な分析はおもにアメリカではFBIの研究所、日本では科学捜査研究所や科学警察研究所と協力して行われる場合が多い。日本において、鑑識官とは警察に所属する地方公務員の警察の職種名であり、鑑識については警察学校で学ぶ。一方、法科学者とは法科学専門分野の博士号などを取得している鑑識関係の業務に就くもの（民間を含む）といったニュアンスである。
法科学者は、科学的な証拠を集め、保全し、分析、研究を行う。しばしば犯罪現場に自ら赴き証拠を収集する場合もあれば、研究室で分析を担当する場合もある。場合によっては、専門家の立場から分析結果について裁判で証言することもある。
なお、鑑識官や法科学者は（後述する）テレビや小説と異なり、本来は犯罪捜査において分析や研究を担当し、捜査を担当するのは刑事や検事（アメリカでは加えて保安官や連邦捜査官など）である。ただ、日本では警視庁特別捜査官として、法科学の中の一分野であるデジタル・フォレンジクスを専門に担当する「科学捜査官」なる肩書が存在する。

## 課題

### 担当者の中立性
現在、日本において、死因に関する法医学鑑定や高度な精神鑑定などを除き、日常的に多く行われている鑑定は、警察の鑑識課および各都道府県警察所属の科学捜査研究所によって行われている。鑑識では、指紋・足跡・写真の鑑定や臭気選別などが行われ、科学捜査研究所ではDNA型鑑定や血液鑑定、毒物鑑定、物理鑑定、筆跡鑑定、ポリグラフ検査などが行われている。しかし、これらの鑑定が警察もしくは警察所属の機関で行われることに対し、公正性に問題がある（警察による圧力など）ため、研究所は独立するのが望ましいとの指摘がされている。

### 担当者の質
アメリカでは、近年、警察の鑑識に係る担当者が、基本的な血液型等の知識すらなかったり、資質が問題となり、長年にわたる証拠見直しが余儀なくされるスキャンダルも発生し、体制の見直しが求められることになった。

### 分析結果の解釈
科学として確立された技術であっても、それによって生み出された「結果の解釈」については、その「解釈」が科学的かという点もあり、法科学とするか議論の余地が残される。
たとえば、ポリグラフ検査の結果は、米英において「法廷で有効な証拠 (admissible evidence)」、つまり証拠能力があるとは一般に認められていない。ただし、アメリカにおいても州によって微妙に異なり、日本でも対応は議論がある。また、「声紋（スペクトログラム）」鑑定の結果の採用についても、日本では個別判例はあるが、共通した基準は設けられていない。

### テクノロジーの進歩
日本ではパソコン遠隔操作事件に代表される、警察が対応に遅れるばかりか冤罪を作ってしまった事件 などが続き、パソコンに詳しくない、プログラミングやインターネットの専門知識に通じていない警察の捜査として度々批判にさらされている。これらコンピューター・インターネット関連の犯罪をサイバー犯罪などという。

### 倫理上の懸念
アメリカにおいて、DNA型鑑定を利用して、40年越しの連続殺人事件の犯人逮捕に結びつけたという事例があるが、一般向けのDNA家系図サイトを利用したことから、プライバシーや倫理上の問題が指摘された。
そのほか、インターネット関連では、プライバシーの侵害や技術の現実に即していない法律など、犯罪者と警察捜査方法の両者について、様々な問題に直面している。

### CSI効果
テレビドラマなどのノンフィクションに描かれた法科学が、陪審員や裁判員に過大な期待を抱かせてしまう、CSI効果についての懸念。

## メディア
日本においては、まだ法科学（フォレンジック・サイエンス）という名称と概念は一般的ではなく、テレビドラマ（科捜研の女、トレース 科捜研法医研究員の追想、科学捜査研究所・文書鑑定の女）、小説（島田一男『科学捜査官』」）、漫画（古賀慶『トレース 科捜研法医研究員の追想』）など、小説やメディアによってフィクションの「科学捜査」という言葉や科学捜査研究所と結びつけて一般に認知されている。
一方、英語圏では、実際に起きた事件において法科学（フォレンジック・サイエンス）がいかに事件解決に貢献したかを追う、ドキュメンタリー形式シリーズ番組、「Forensic Files」や「Cold Case Files」、「The New Detectives」などの法科学の成果に焦点を当てた専門番組や、犯罪ドキュメンタリー番組が多数存在する。
そういったドキュメンタリー番組シリーズからインスパイアを受けて制作 した、フィクションの「CSI:科学捜査班」（本来、正しくは「CSI：犯罪現場捜査」CSI: Crime Scene Investigation）とそのスピンオフを筆頭に、フォレンジック・サイエンス犯罪ドラマ (forensics crime drama) が大流行。実際の法人類学者の著作からインスパイアされて制作された「BONES -骨は語る-」や、「NCIS 〜ネイビー犯罪捜査班」といったドラマで法科学者が活躍、人気を博し、一般の法廷ドラマや犯罪ドラマでも欠かせない要素として、法科学（フォレンジック・サイエンス）の概念は広く一般大衆に認知されていると言える。なお、上記ドラマCSIの日本版においては、名称を「CSI：犯罪現場捜査」から「CSI:科学捜査班」と日本向けにわざわざ変えている。

## 著名な法科学者
- ヘンリー・リー 通称「リー博士」。台湾出身、中国名は「李昌鈺」。さまざまな有名重大事件の捜査・裁判に関与（捜査のコンサルや裁判の証人）しており、テレビの犯罪ドキュメンタリー番組の常連、顔である。台湾の警察学校で警察科学の学位を取得し、1972年にアメリカ、John Jay College of Criminal Justice で法科学の学士、ニューヨーク大学で生化学の修士と博士。
- キャシー・ライクス（英語版） 法人類学者。ノースウェスタン大学で自然人類学にて理学博士号（Ph.D）取得、ノースカロライナ大学の人類学准教授。BONES -骨は語る-の元ネタとなった本をはじめ数々の書籍も出しており、ニューヨーク・タイムズのベストセラー作家。ルワンダ国際戦犯法廷ほか、多数の裁判でも専門の法科学者として証人台に立つ。
- 古賀慶 漫画「トレース 科捜研法医研究員の追想」の作者。元科学捜査研究所研究員。